# Soyuz TM-30
Soyuz TM-30 foi a última expedição do programa Soyuz à estação orbital russa Mir.

## Tripulação
| Posição           | Cosmonauta      |
| ----------------- | --------------- |
| Comandante        | Sergei Zalyotin |
| Engenheiro de voo | Alexandr Kaleri |

## Parâmetros da Missão
- Massa: ? kg
- Perigeu: 186 km
- Apogeu: 222 km
- Inclinação: 51.7°
- Período: 88.6 minutos

## Pontos altos da missão
A Soyuz TM-30 foi uma nave espacial russa de passageiros lançada às 05:01 UT do Cosmódromo de Baikonur por um foguete Soyuz, transportando dois cosmonautas para uma estada de 45-dias (ou mais longa) na estação espacial Mir.
Ela se acoplou automaticamente com a Mir após uma viagem de 50-hora. Eles foram enviados para reparar a estação com quatorze anos de idade, especialmente os problemas recentes de perda de pressão, e uma orientação desfuncional de um painel solar.

## Realizações
A Soyuz TM-30 foi a primeira missão tripulada realizada com financiamento particular, mas diversos outros pioneirismos foram conquistados, como a primeira AEV e missão cargueira de financiamento privado para uma estação espacial, utilizando-se da Progress-M1. A Soyuz TM-30 também adiou a de-órbita da Mir, que estava programada para ter acontecido no decorrer de 2000, mas ocorreu em março de 2001.